# 쉬이양
쉬이양(중국어 간체자: 徐艺洋, 정체자: 徐藝洋, 병음: Xú Yìyáng, 한자음: 서예양, 1997년 9월 12일 ~ )은 중국의 가수이자 무용가, 배우이다. 소속사는 롱타오 엔터테인먼트이다. 팬덤명은 「후드티」 (卫衣)이며, 상징색은 분홍색과 하얀색의 「체리블로썸 핑크」 (樱花粉)이다.   

## 내력
2016년, 대한민국의 연예 기획사 SM엔터테인먼트의 연습생 그룹 에스엠루키즈의 일원이 되었다.
2018년 9월, 연예 기획사 SM엔터테인먼트를 퇴사하였다. 10월 21일, 동방 위성 텔레비전의 서바이벌 경연 프로그램 《중국멍지성·하일참전기》 (中国梦之声·下一站传奇)에 참가하였다.
2019년 1월 3일, 걸 그룹 LEGAL HIGH 싱글 1집 《하이》 (嗨)를 발매하였다. 1월 6일, 서바이벌 프로그램 《중국멍지성·하일참전기》 (中国梦之声·下一站传奇)의 최종 데뷔 그룹의 멤버가 되었다. 1월 20일, 상하이시에서 그룹 결성 발표회를 참석하였으며, 프로젝트 걸 그룹 LEGAL HIGH의 일원으로 정식 데뷔하였다. 3월 25일, 제26회 동방풍운방에서 '그룹상' 부문을 수상하였다.
2020년 5월 2일, 동영상 사이트 플랫폼 텐센트 비디오의 걸 그룹 결성 프로젝트 서바이벌 프로그램 《창조영 2020》에 참가하였다. 7월 4일, 최종 순위 발표식에서 '제8위'를 차지하여, 데뷔하지 못하였다. 7월 16일, 싱글 1집 《잘 들어》 (聆听)를 발매하였다. 작사, 작곡, 프로듀서 모두 소속사의 사장 황쯔타오가 맡았다.

## 음악 작품

### 미니 앨범
| #   | 앨범 정보 | 트랙 리스트                                                                    | 각주 |
| 1st | 《다시 만날 수 있을까》 (会不会再见) - 포맷: CD · 디지털 다운로드 · 스트리밍 - 발매일: 2021년 1월 8일 - 장르: C-POP - 유형: 디지털 앨범 - 언어: 중국어, 영어 - 레이블: 롱타오 엔터테인먼트(龙韬娱乐) | 트랙 리스트 1. 피에로(皮埃罗) 2. 다시 만날 수 있을까(会不会再见) 3. SuperPower |      |

### 싱글
| 발매일          | 곡 명칭            | 곡 설명 | 각주 |
| 2020년 7월 16일 | 《잘 들어》 (聆听) | - 작사, 작곡: 황쯔타오 - 편곡: 왕카이위(王凯玉 Daryl K) - 프로듀서: 황쯔타오, 왕카이위(王凯玉 Daryl K) - 레이블: 롱타오 엔터테인먼트(龙韬娱乐)   |      |
| 2020년 9월 29일 | 《OMG》            | - 작사, 작곡: MUNEE(KUCCI)／카룬(Karen 卡润) - 편곡: Kidd - 프로듀서: 죠우이리(周以力) - 레이블: 텐센트 뮤직 엔터테인먼트 그룹(腾讯音乐娱乐集团) |      |

### 참여 싱글
| 발매일          | 곡 명칭                                | 곡 설명                                                                            | 각주                                 |
| 2020년 9월 29일 | 《12월의 크리스마스》 (十二月的圣诞节) | - 작사, 작곡: - 편곡: - 프로듀서: 황쯔타오 - 레이블: 롱타오 엔터테인먼트(龙韬娱乐) | 황쯔타오, 스친통(石玺彤)과 함께 제작 |

## 영상 작품

### 드라마
| 방영일 | 방송사   | 제목                                    | 배역               | 각주 |
| 미정   | 아이치이 | 《시광여니별래무양》 (时光与你别来无恙) | 정봉 (청펑) (程逢) |      |